# Kingston (condado de Plymouth, Massachusetts)
Kingston é um lugar designado pelo censo localizado no condado de Plymouth no estado estadounidense de Massachusetts. No Censo de 2010 tinha uma população de 5.591 habitantes e uma densidade populacional de 344,07 pessoas por km².

## Geografia
Kingston encontra-se localizado nas coordenadas 41° 59′ 46″ N, 70° 43′ 18″ O. Segundo a Departamento do Censo dos Estados Unidos, Kingston tem uma superfície total de 16.25 km², da qual 12.44 km² correspondem a terra firme e (23.43%) 3.81 km² é água.

## Demografia
Segundo o censo de 2010, tinha 5.591 pessoas residindo em Kingston. A densidade populacional era de 344,07 hab./km². Dos 5.591 habitantes, Kingston estava composto pelo 95.62% brancos, o 1.29% eram afroamericanos, o 0.21% eram amerindios, o 0.79% eram asiáticos, o 0% eram insulares do Pacífico, o 0.77% eram de outras raças e o 1.32% pertenciam a duas ou mais raças. Do total da população o 1.07% eram hispanos ou latinos de qualquer raça.